# Clay Center (Kansas)
Clay Center je správní město okresu Clay County v americkém státě Kansas. Podle sčítání obyvatel v roce 2010 zde žilo 4 334 obyvatel. S celkovou rozlohou 7,98 km² byla hustota zalidnění 543,3  obyv. / km².